# Wojciech Kilanowski
Wojciech Kilanowski vel Kielanowski herbu Pobóg (zm. 25 grudnia 1584) OSB, opat elekcyjny (klaustralny) klasztoru na Świętym Krzyżu od 1582 – do 25 grudnia 1584.

## Życiorys
Ród Kilanowskich vel Kielanowskich pieczętujących się herbem Pobóg pochodzi z Kielanowic i Burzyna w ziemi bieckiej (występują również Kielanowscy vel Burzyńscy h. Pobóg). Zapisy w Herbarzu o pierwszych przedstawicielach rodu pochodzą z drugiej połowy XIV wieku. Opata Kilanowskiego wymieniają zarówno Paprocki jak i Boniecki.

## Życie zakonne
Mnich benedyktyński. 17 lutego 1582 roku mając lat 40, ubiegał się w oparciu o listy króla i nuncjusza o koadiutorię opactwa tynieckiego. Opatem Świętokrzyskim został dwa lata przed śmiercią przejmując stołek opaci od opata Polanowskiego, który także sprawował urząd krótko. W kronikach klasztornych brak zapisów o wydarzeniach związanych z okresem jego opacich rządów . Zmarł na Świętym Krzyżu w pierwszy dzień Świąt Bożego Narodzenia roku 1584, tam też pochowany.